# Rape of the World Tour
Rape of the World fue la undécima gira de Marilyn Manson que se inició bajo la gestión de los principales sello discográfico Interscope Records. También fue séptima gira de la banda para abarcar más de múltiples tramos. la gira comenzò 26 de mayo de 2007 y terminò el 2 de marzo de 2008.

## Banda
- Vocales: Marilyn Manson
- Guitarra: Tim Skold / Rob Holliday
- Bajo: Rob Holliday /  Twiggy Ramirez
- teclados: Chris Vrenna
- Batería: Ginger Fish

## Lista de canciones más tocadas
```
1. Trio No. 2 in E-Flat Major for Piano, 
Violin
, and Violoncello (Intro)
2. Cruci-Fiction in Space
3. Disposable Teens
4. 
You and Me and the Devil Makes 3

5. 
Irresponsible Hate Anthem

6. Great Big White World
7. Are You the Rabbit?
8. 
mOBSCENE

9. Mechanical Animals
10. If I Was Your Vampire
11. 
Heart-Shaped Glasses (When the Heart Guides the Hand)

12. The Love Song
13. 
Sweet Dreams (Are Made of This)
 / 
Lunchbox
 (Medley)
14. Rock 'n' Roll Nigger
15. 
Tourniquet

16. 
Little Horn

17. The Fight Song
18. 
Putting Holes In Happiness

19. Just A Car Crash Away
20. Tainted Love
21. Happiness Is a Warm Gun
22. 
The Dope Show

23. 
Rock Is Dead

24. 
Coma White
 / Coma Black (a) Eden Eye
25. Track 99
26. 
The Reflecting God

27. Prelude (The Family Trip) (Tease)
28. 
The Beautiful People
" (With Baby You're a Rich Man intro)
29. 
Antichrist Superstar

30. 
1996

31. 
The Nobodies

32. This Is Halloween
33. EAT ME, DRINK ME
34. Trio No. 2 in E-Flat Major for Piano, Violin, and Violoncello (Outro)
```

## Fechas de presentaciones

### Rape of the World Summer European Tour
- 2007/05/26 Landgraaf, Netherlands 	 PINKPOP
- 2007/05/28 Milan, Italy 	PalaSharp
- 2007/05/29 Florence, Italy 	PalaSport
- 2007/05/31 Toulon, France 	Zenith-Toulon
- 2007/06/02 Murcia, Spain 	Lorca Rock Festival
- 2007/06/04 Lyon, France 	Halle Tony Garnier
- 2007/06/05 Bercy, France 	Palais Omnisport
- 2007/06/09 Derby, England 	Download Festival
- 2007/06/11 Luxembourg 	Rockhal
- 2007/06/13 Prague, Czech Republic 	T-Mobile Arena
- 2007/06/15 Interlaken, Switzerland 	Greenfield Festival
- 2007/06/16 Nickelsdorf, Austria 	Nova Rock Festival
- 2007/06/17 Chemnitz, Germany 	Woodstage Festival
- 2007/06/20 Ljubljana, Slovenia 	Krizanke Monastery
- 2007/06/22 Neuhausen, Germany 	Southside Festival
- 2007/06/23 Scheeßel, Germany 	Hurricane Festival
- 2007/06/24 Berlin, Germany 	Zita Rock Festival
- 2007/06/26 Dortmund, Germany 	Westfalenhalle
- 2007/06/28 Werchter, Belgium 	Rock Werchter
- 2007/06/29 Belfort, France 	Eurockéennes de Belfort
- 2007/07/01 Bucharest, Romania 	B'estival
- 2007/07/02 Istanbul, Turkey 	Radar Festival
- 2007/07/04 Sofia, Bulgaria 	Akademik Stadium
- 2007/07/07 Bobital, France 	Terre Neuvas Festival

### Rape of the World Summer North American Tour
- 2007/07/25 West Palm Beach, FL 	 Sound Advice Amphitheatre
- 2007/07/27 Tampa, FL 	Ford Amphitheatre
- 2007/07/28 Atlanta, GA 	HiFi Buys Amphitheatre
- 2007/07/30 Columbia, MD 	Merriweather Post Pavilion
- 2007/07/31 Cleveland, OH 	Tower City Amphitheatre
- 2007/08/02 Philadelphia, PA 	Tweeter Center
- 2007/08/04 Worcester, MA 	DCU Center
- 2007/08/05 Holmdel, NJ 	PNC
- 2007/08/07 Quebec, Canadá 	Centre de Foire
- 2007/08/08 Montreal, Canadá 	Bell Centre
- 2007/08/10 Toronto, Canadá 	Molson Amphitheatre
- 2007/08/11 Detroit, MI 	DTE Music Theatre
- 2007/08/13 Chicago, IL 	Allstate
- 2007/08/14 Minneapolis, MN 	Xcel
- 2007/08/16 Lincoln, NE 	Pershing Center
- 2007/08/18 Denver, CO 	Coors Amphitheatre
- 2007/08/21 Sacramento, CA 	Sleep Train Amphitheatre
- 2007/08/23 Concord, CA 	Sleep Train Pavilion
- 2007/08/24 Los Ángeles, CA 	Verizon Wireless Amphitheatre
- 2007/08/25 San Diego, CA 	San Diego Sports Arena
- 2007/08/27 Phoenix, AZ 	Cricket Pavilion
- 2007/08/28 Albuquerque, NM 	Journal Pavilion
- 2007/08/30 Dallas, TX 	Nokia Theatre
- 2007/08/31 Houston, TX 	Reliant Arena
- 2007/09/01 San Antonio, TX 	Verizon Wireless Amphitheatre

### Rape of the World South American Tour
- 2007/09/18 México City, México 	 Salón Vive Cuervo
- 2007/09/19 México City, México 	Salón Vive Cuervo
- 2007/09/22 Bogotá, Colombia 	Megaeventos
- 2007/09/25 Rio de Janeiro, Brasil 	Fundicao
- 2007/09/26 Sao Paulo, Brasil 	Via Funchal
- 2007/09/29 Buenos Aires, Argentina 	Estadio Pepsi Music

### Rape of the World Oceania Tour
- 2007/10/03 Auckland, New Zealand 	 Auckland Town Hall
- 2007/10/05 Melbourne, Australia 	Festival Hall
- 2007/10/06 Sydney, Australia 	Hordern Pavilion
- 2007/10/08 Brisbane, Australia 	Brisbane Entertainment Centre
- 2007/10/11 Adelaide, Australia 	Adelaide Thebarton Theatre
- 2007/10/13 Perth, Australia 	Perth Challenge Stadium

### Rape of the World Japan Tour
- 2007/10/16 Fukuoka, Japan 	 ZEPP
- 2007/10/17 Nagoya, Japan 	ZEPP
- 2007/10/18 Tokyo, Japan 	Studio Coust
- 2007/10/21 Saitama, Japan 	Saitama Super Arena
- 2007/10/23 Osaka, Japan 	Jo Hall

### Rape of the World Winter European Tour
- 2007/11/10 St. Petersburg, Russia 	 SKK Arena
- 2007/11/13 Moscow, Russia 	B1 Maximum Club
- 2007/11/14 Moscow, Russia 	B1 Maximum Club
- 2007/11/17 Montpellier, France 	Zenith Sud
- 2007/11/19 Lisbon, Portugal 	Atlantic Pavillion
- 2007/11/20 Madrid, Spain 	Palacio Deportes
- 2007/11/22 Barcelona, Spain 	Pavello Olympic Badalona
- 2007/11/23 Barakaldo, Spain 	BEC
- 2007/11/26 Vienna, Austria 	Stadhalle
- 2007/11/27 Munich, Germany 	Zenith
- 2007/11/29 Zürich, Switzerland 	Hallenstadion
- 2007/11/30 Böblingen, Germany 	Sporthalle
- 2007/12/02 Hamburg, Germany 	Sporthalle
- 2007/12/03 Offenbach, Germany 	Stadthalle
- 2007/12/05 London, England 	Wembley Arena
- 2007/12/06 Manchester, England 	Central
- 2007/12/08 Glasgow, Scotland 	Braehead Arena
- 2007/12/09 Birmingham, England 	NEC Arena
- 2007/12/11 Brussels, Belgium 	Vorst Nationaal
- 2007/12/12 Den Bosch, Netherlands 	Brabanthallen
- 2007/12/14 Copenhagen, Denmark 	Valby Hall
- 2007/12/15 Stockholm, Sweden 	Hovet
- 2007/12/17 Gothenburg, Sweden 	Scandinavium
- 2007/12/18 Oslo, Norway 	Spektrum
- 2007/12/20 Helsinki, Finland 	Ice Hall
- 2007/12/22 Tallinn, Estonia 	Saku Arena

### Rape of the World Winter North American Tour
- 2008/01/19 Orlando, FL 	Hard Rock Live
- 2008/01/20 Miami, FL 	Fillmore
- 2008/01/22 Atlanta, GA 	Tabernacle
- 2008/01/24 Baltimore, MD 	Rams Head
- 2008/01/26 Boston, MA 	Orpheum
- 2008/01/27 Philadelphia, PA 	Electric Factory Ballroom
- 2008/01/29 New York City, NY 	Hammerstein Ballroom
- 2008/01/30 New York City, NY 	Hammerstein Ballroom
- 2008/02/01 Cleveland, OH 	House of Blues
- 2008/02/02 Columbus, OH 	Promowest Pavilion
- 2008/02/04 Detroit, MI 	State Theatre
- 2008/02/05 Chicago, IL 	Aragon
- 2008/02/07 Milwaukee, WI 	Eagles Ballroom
- 2008/02/08 Minneapolis, MN 	Myth
- 2008/02/10 St. Louis, MO 	Pageant
- 2008/02/11 Kansas City, MO 	Uptown Theater
- 2008/02/13 Denver, CO 	Fillmore
- 2008/02/14 Salt Lake City, UT (Rescheduled to 2008/02/15) 	Saltair
- 2008/02/15 Salt Lake City, UT (Rescheduled from 2008/02/14) 	Saltair
- 2008/02/16 Vancouver, Canadá (Rescheduled to 2008/02/17) 	Orpheum
- 2008/02/17 Vancouver, Canadá (Rescheduled from 2008/02/16) 	Queen Elizabeth Theatre
- 2008/02/18 Seattle, WA 	Paramount Theatre
- 2008/02/20 San Francisco, CA 	Warfield
- 2008/02/22 Los Ángeles, CA 	Wiltern
- 2008/02/23 Los Ángeles, CA 	Wiltern
- 2008/02/25 San Diego, CA 	House of Blues
- 2008/02/27 Phoenix, AZ 	Dodge Theatre
- 2008/02/29 Dallas, TX 	House Of Blues
- 2008/03/01 Austin, TX 	Austin Music Hall
- 2008/03/02 Houston, TX 	Verizon Wireless Theatre

## Características de la gira
- Un micrófono en la forma de un cuchillo
- Una silla enorme para "Are You The Rabbit?"
- El Retorno del podio de Dead to the World (gira)  una Biblia que se quema a medio camino a través de la canción "Antichrist Superstar"
- Fondos de animaciones interactivas
- Vestuario = En un principio,  Manson subió al escenario con una chaqueta de cuero con corte guantes y una camisa de color negro, de manga larga para llevar a cabo el primer encuentro, "If I Was Your Vampire" y el seguimiento,  "Disposable Teens".  La primera vez que realiza como una repetición de la gira europea, Manson subió al escenario, ya sea para "¿Are You the Rabbit?" o "The Nobodies (y en el caso de París,  "Eat Me, Drink Me"), con un rayado de oro blanco,  camisa de manga larga. Manson más tarde sustituyó a la camisa de manga larga para una remera negra con un corte de mangas.  Cuando debutó con el cuchillo,  Manson realizó la primera canción, llevaba  guantes negro, hasta el codo. En determinadas fechas,  Manson llevaba pantalones de plata con la camisa negro.  "If I Was Your Vampire",  entonces comenzó a ser realizado en una camisa de color negro con volantes y una boa de plumas negro y guantes de color rosa para  "¿Are You the Rabbit?".

- Datos: Q2918632